# Cleide Urlando
Cleide Urlando (Alghero, 19 aprile 1974) è un'ex cestista italiana.

## Carriera
Centro di 190 cm, ha giocato in Serie A1 con Alcamo.